# Aglaopus pyrrhata
Aglaopus pyrrhata là một loài bướm đêm thuộc họ Thyrididae. Nó được tìm thấy ở hầu hết Chính quốc Úc.
Sải cánh dài khoảng 30 mm.
Ấu trùng ăn các loài Eucalyptus.